# آدلاید (۱۸۷۹)
آدلاید (۱۸۷۹) (به انگلیسی: Adelaide (1879)) یک کشتی بود که طول آن 44.1  m بود. این کشتی در سال ۱۸۷۹ ساخته شد.